# Nõo (plaats)
Nõo (Duits: Niggen of Nüggen) is een plaats in de Estlandse gemeente Nõo, provincie Tartumaa. De plaats heeft 1647 inwoners (2021) en heeft de status van vlek (Estisch: alevik). Nõo is de hoofdplaats van de gelijknamige gemeente.
De plaats ligt aan de beek Nõo (Estisch: Nõo oja) en aan de hoofdweg Põhimaantee 3. Nõo heeft een station aan de spoorlijn Tartu - Valga.

## Geschiedenis
Nõo werd voor het eerst genoemd in 1319 onder de naam Nughen. In 1483, in de tijd van het Prinsbisdom Dorpat, werd Nõo genoemd als parochie. De kerk, gewijd aan Laurentius van Rome, (Estisch: Nõo Laurentiuse kirik) is vermoedelijk gebouwd in de jaren 1250-1260. Het houten torentje dateert van 1819. De dichter Martin Lipp stond tussen 1884 en 1923 als dominee in deze kerk.
In de 16e eeuw werd het landgoed van Nõo afgesplitst van dat van Unipiha. In 1759 werd het landgoed op zijn beurt gesplitst in Oud- en Nieuw-Nüggen (Alt- en Neu-Nüggen). De gebouwen die bij deze landgoederen hoorden zijn in de Tweede Wereldoorlog vernield. In 1977 werden Oud- en Nieuw-Nõo weer één plaats met de status van vlek.
In 1873 kreeg Nõo ook een orthodoxe kerk, de Kerk van de Heilige Geest (Estisch: Püha Kolmainu kirik). Ze behoort tot de Estische Apostolisch-Orthodoxe Kerk.
In 1688 was al een parochieschool actief in Nõo, die later de dorpsschool werd. De componist Eduard Tubin (1905–1982) werkte tussen 1926 en 1930 als leraar op deze dorpsschool. In 1963 werd naast een basisschool ook een middelbare school opgezet; deze heet nu Nõo Reaalgümnaasium. In 1965 kreeg deze school een computercentrum. De Oeral-1 die hier werd geplaatst, was de eerste schoolcomputer in de Sovjet-Unie. In de jaren 1990-1998 konden leerlingen zelfs een opleiding tot piloot volgen.

## Foto's

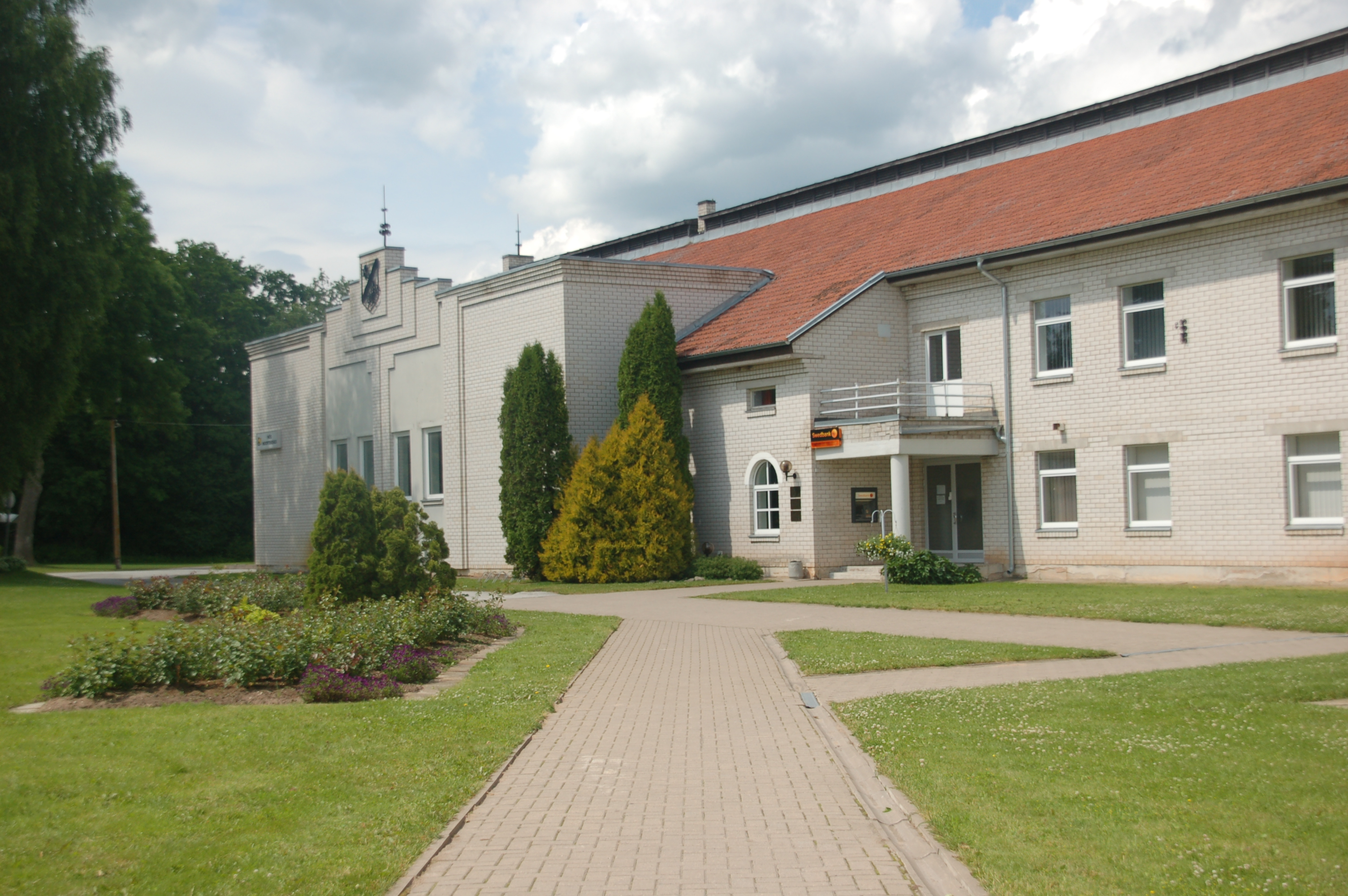
Bibliotheek
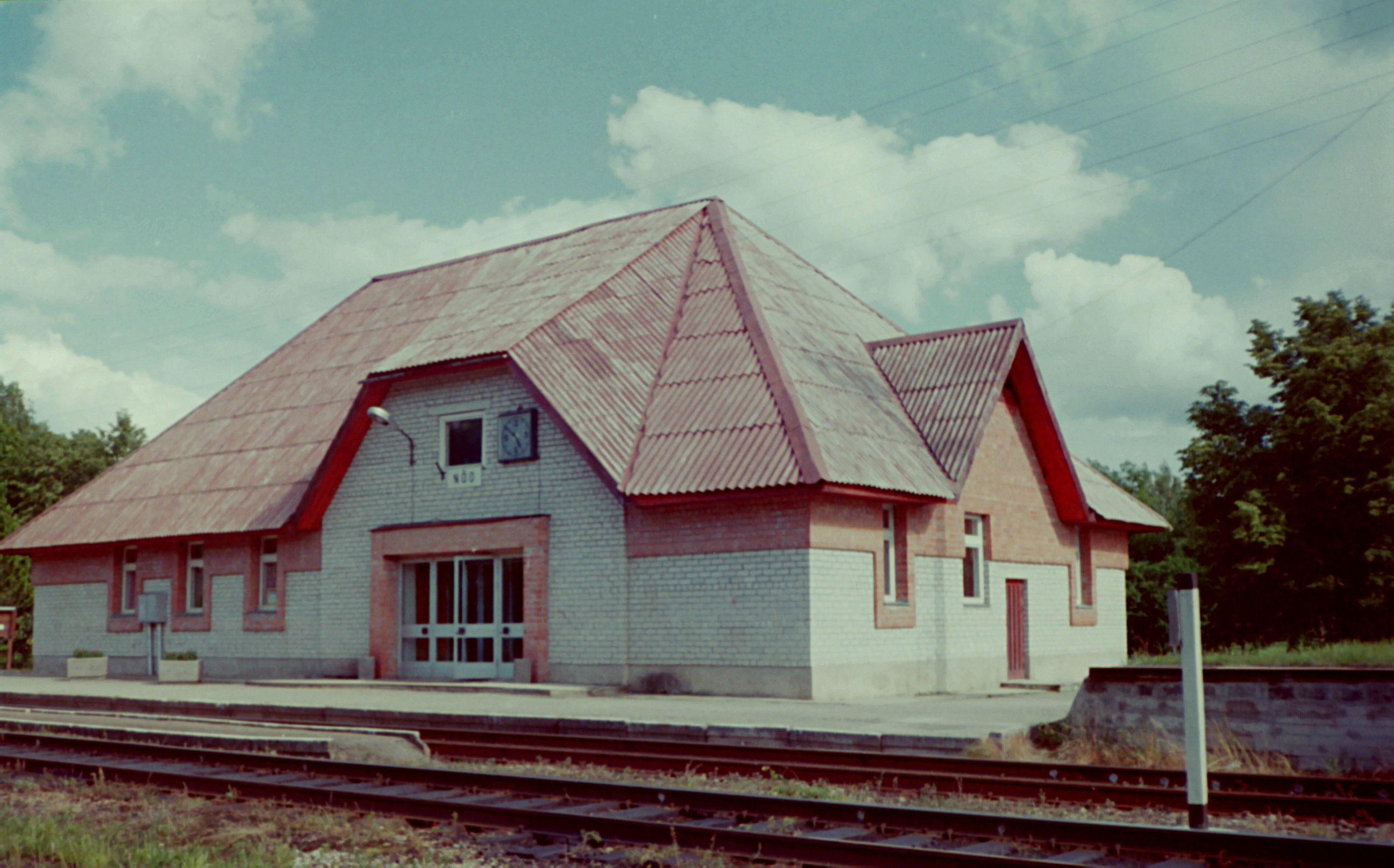
Station
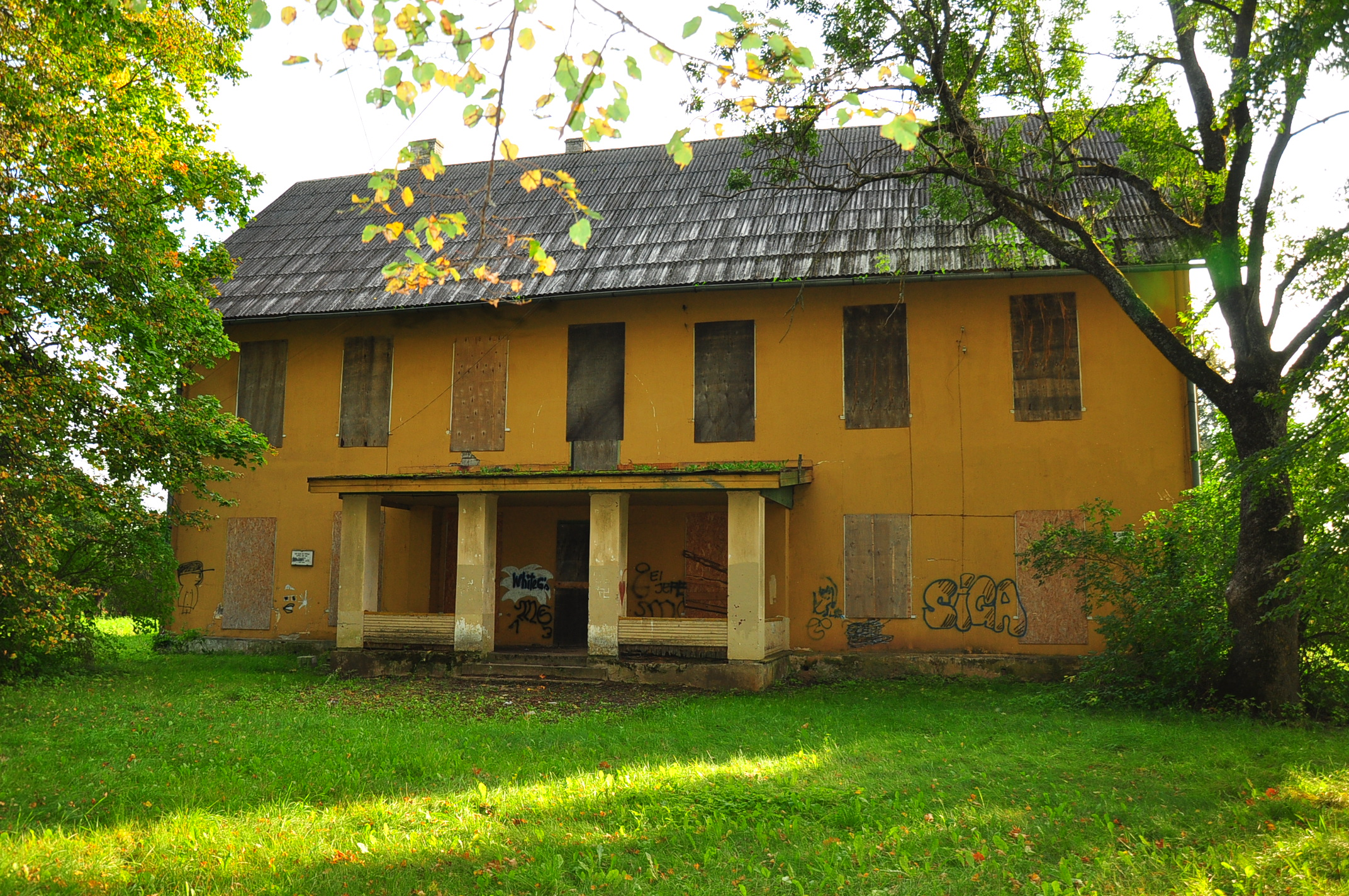
Het vroegere onderkomen van de dorpsschool
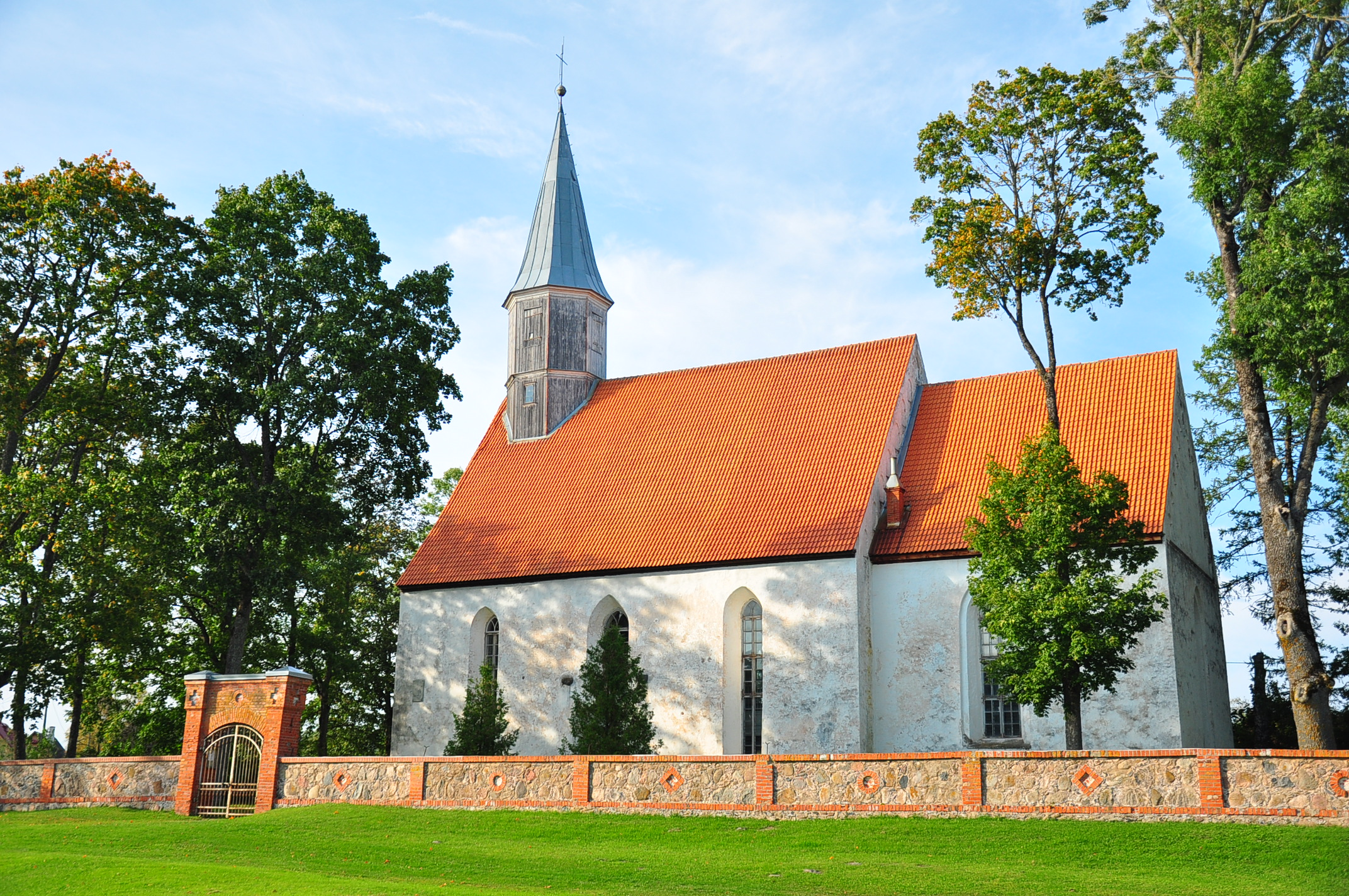
Laurentiuskerk
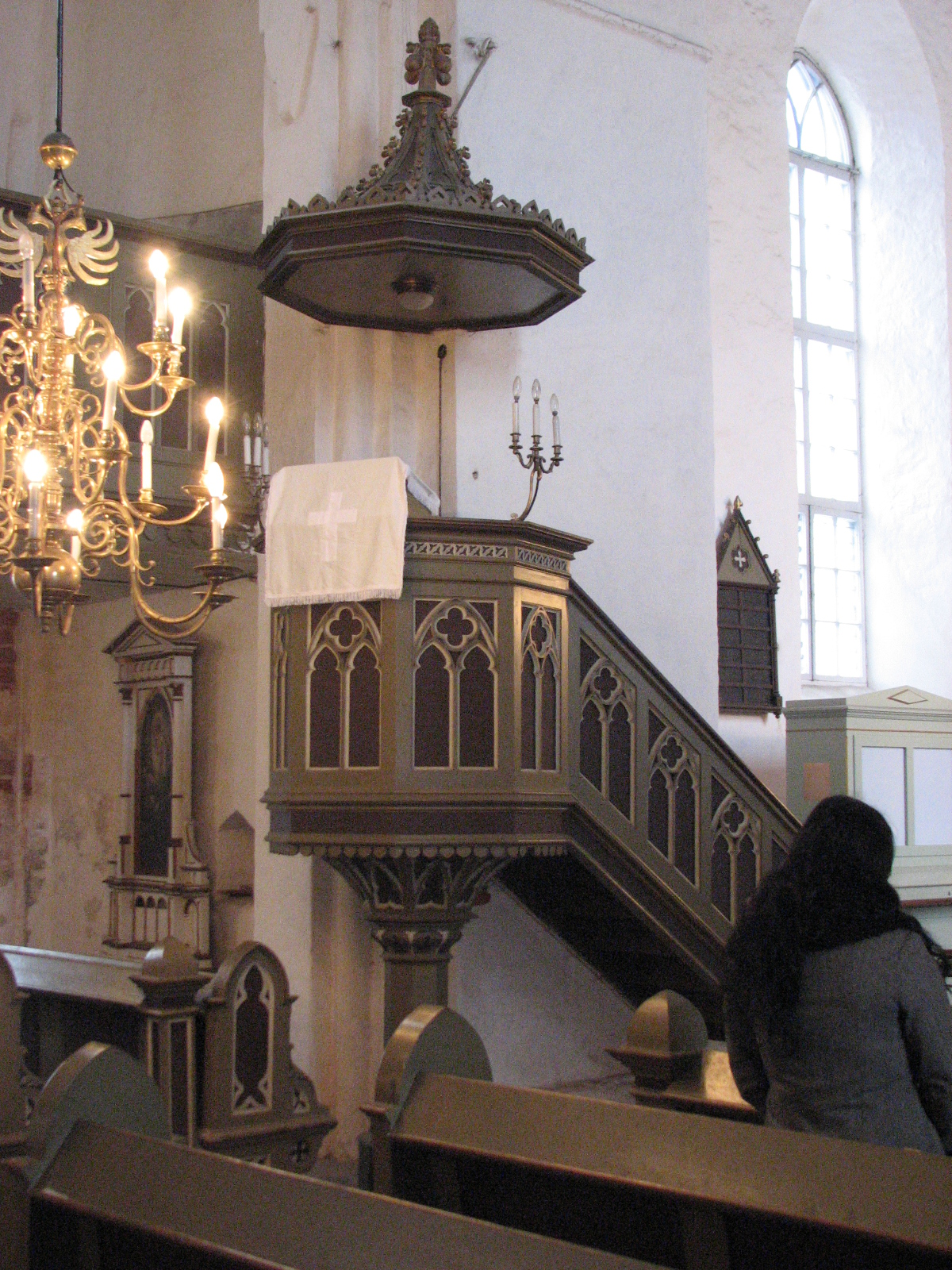
Interieur van de kerk
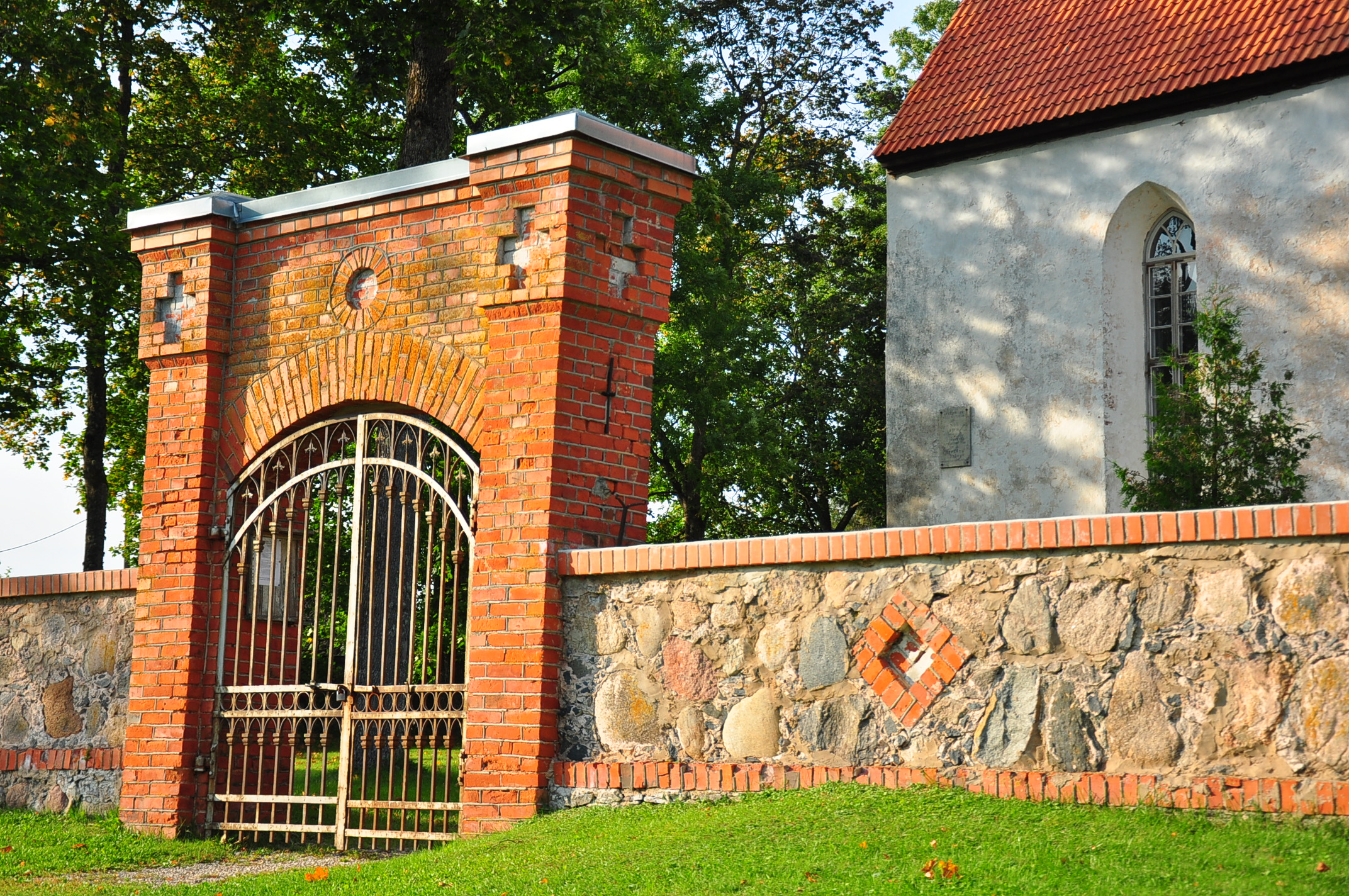
Toegangspoort tot de kerk en het kerkhof
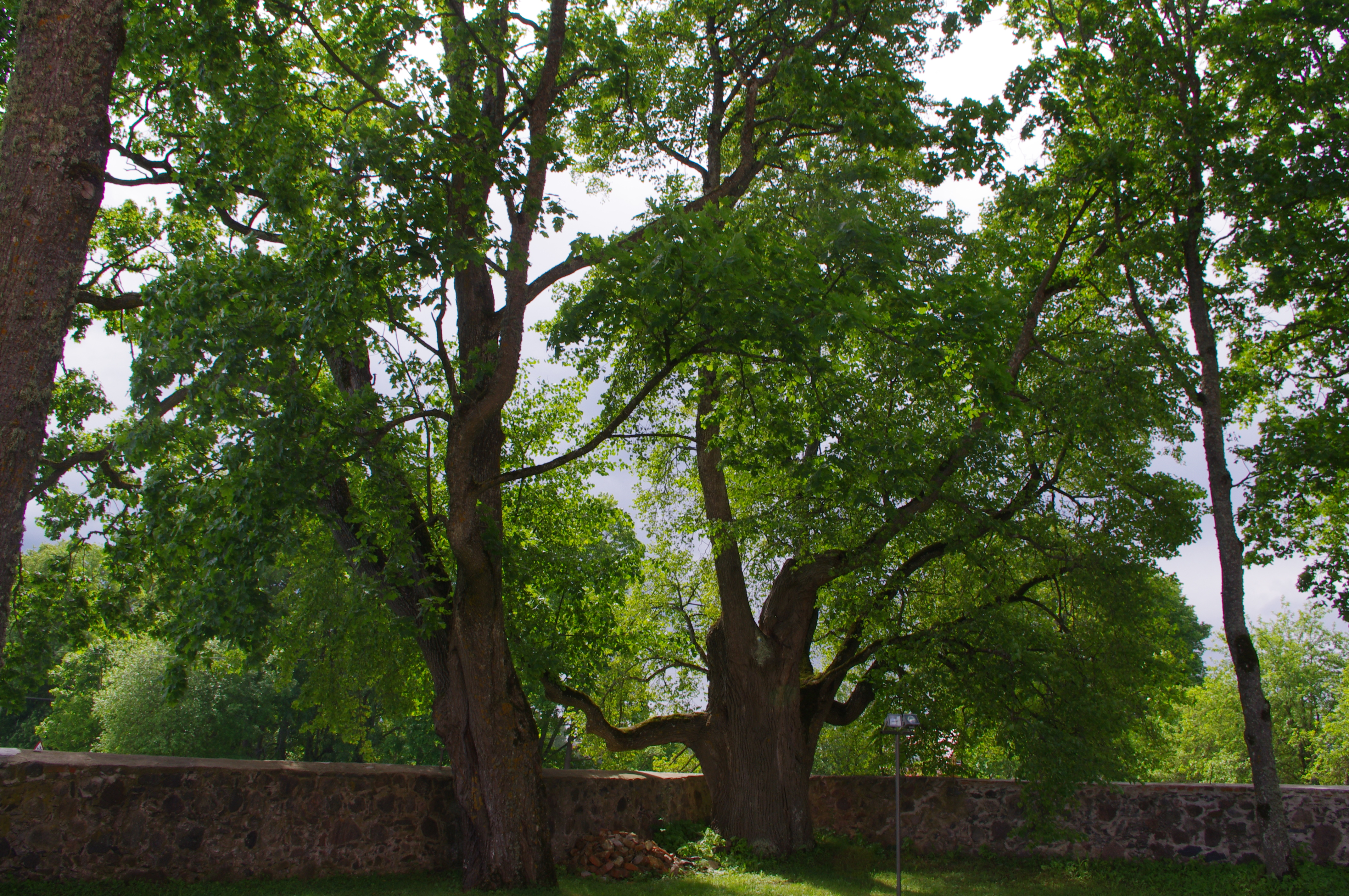
Op het kerkhof
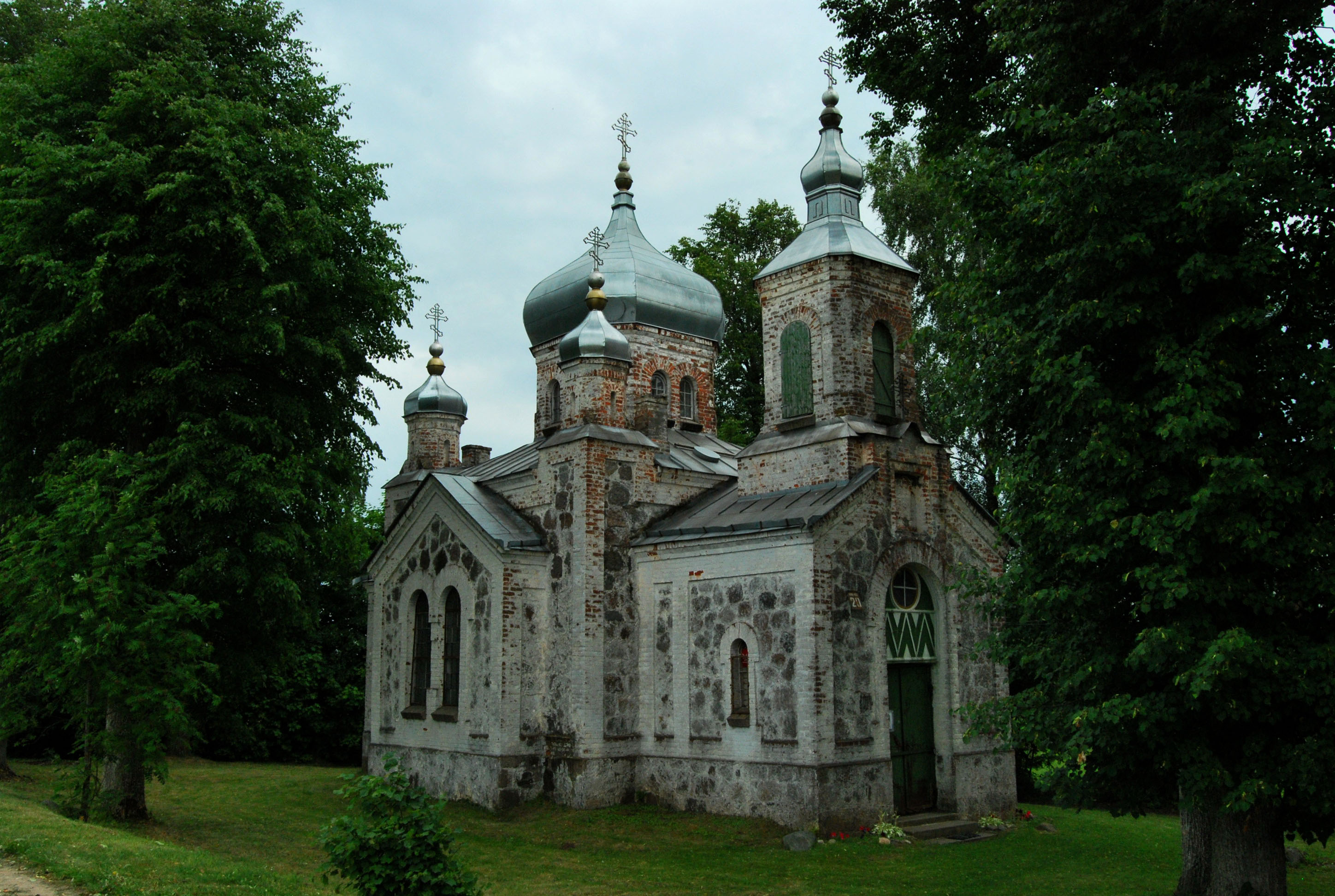
Kerk van de Heilige Geest